# Hebella dispolians
Hebella dispolians är en nässeldjursart som först beskrevs av Warren 1909.  Hebella dispolians ingår i släktet Hebella och familjen Hebellidae.
Artens utbredningsområde är Indiska oceanen. Inga underarter finns listade i Catalogue of Life.